# Sergent Chesterfield
Le sergent Chesterfield, de son nom complet Cornélius M. Chesterfield, est un personnage de bande dessinée. Avec le caporal Blutch, il est l'un des deux personnages principaux de la série Les Tuniques bleues.

## Biographie fictive
Cornélius M. Chesterfield a grandi à Milford, dans le Connecticut. Il commence comme garçon-boucher, mais, influencé par son père qui aurait fait le siège de Fort Alamo, il souhaite s'engager dans l'armée. Sa mère n'est pas de cet avis et souhaite le voir épouser Charlotte Graham, la fille de son patron, afin qu'il hérite plus tard de la boucherie.  Le jour où il se décide de dire à sa mère qu'il s'engage dans l'armée, celle-ci croit qu'il a décidé d'épouser Charlotte, cette dernière n'est pas très belle et Chesterfield dit « qu'on la confondrait avec son père. » On peut supposer aussi qu'il a le même âge que Charlotte, donc environ 35 ans. N'ayant pas le courage de la décevoir, il part demander sa main. En chemin, il s'arrête dans le nouveau bar tenu par Blutch, qu'il a rencontré le matin même en venant livrer sa viande. Après une cuite, il s'engage avec celui-ci dans l'armée nordiste.
Alors qu'il ne sait pas monter à cheval, il ment pour s'engager dans la cavalerie. Après des débuts à l'entretien des chevaux, où il apprend de nuit à monter à cheval avec Blutch, il est promu sergent dans la cavalerie et muté dans le 22e de cavalerie après un tirage au sort truqué, où il est le seul avec Blutch à écrire son nom sur les bulletins. À l'exception de l'album Blue rétro, il porte des galons de sergent-major et non de sergent comme il est prétendu dans la bande dessinée[réf. souhaitée].
Dans les premières histoires, le sergent Chesterfield est affecté à Fort Bow, lieu où stationne le 22e régiment de Cavalerie, et se voit chargé par son supérieur, le colonel Appeltown, de plusieurs missions, qu'il accomplit avec plus ou moins de succès. Au fil des missions, le Sergent Chesterfield doit faire face à un ennemi récurrent qui est le Comanche Œil de Cyclope. Au cours de son séjour à Fort Bow, il développe des sentiments amoureux pour Amélie Appeltown et considère toute personne s'approchant d'elle comme son rival. Il se lie aussi d'amitié avec plusieurs soldats de la garnison comme Tripps, Bryan, Plume d'Argent et même[pourquoi ?] le Clairon.   
Plus tard, Chesterfield et Blutch sont transférés à la compagnie B du 22e régiment de cavalerie, et se retrouvent ainsi en pleine Guerre de Sécession, où ils accomplissent différentes missions, allant du sabotage des lignes sudistes à la protection du général Grant. Le sergent Chesterfield participe à plusieurs batailles célèbres : la première bataille de Bull Run, le combat de Hampton Roads, le siège de Vicksburg et le combat naval à Cherbourg. Ils participent à plusieurs événements célèbres comme l'affaire du Trent... Chesterfield se querelle avec un sudiste qui deviendra par la suite un ennemi récurrent, Cancrelat.

## Caractère
Chesterfield est un bon soldat. Il ne rechigne jamais aux ordres de ses supérieurs même les plus stupides et ne recule jamais devant l'ennemi, il rêve même de mourir au combat comme un héros. Patriote, il veut donner sa vie pour la cause de l'Union. Sa plus grande peur est d'être renvoyé de l'armée. Il est amoureux d'Amélie Appeltown, fille du colonel Appeltown, un amour qui au premier abord ne semble pas réciproque (bien que des doutes soient permis).

## Relation avec Blutch
Chesterfield entretient avec Blutch une relation compliquée. Il surveille tout le temps Blutch qui veut déserter et le rabaisse souvent avec des injures. Celui-ci dit souvent vouloir lui loger une balle entre les omoplates. Malgré tout, il ressent de l'amitié pour lui allant même jusqu'à pleurer les fois où il le croit mort comme dans l'album 46 Requiem pour un Bleu.

## Famille
Son père s'appelle Joshua Chesterfield et sa mère Elisabeth Chesterfield. Il a deux cousins, Fred et Elmer, engagés chez les sudistes, qu'on voit dans l'album Les Cousins d'en face. Ils sont les fils de Tante Selma. Ils ont en commun la grand-mère Judith Chesterfield, l'oncle Oliver et la cousine Mary.